# Daohugoa rasnitsyni
Daohugoa rasnitsyni (лат.) — вид вымерших рогохвостов рода Daohugoa из семейства Daohugoidae.
Северо-восточный Китай, провинция Внутренняя Монголия (Chifeng, ранний юрский период, Daohugou Bed).

## Описание
Длина тела около 5 мм, длина головы — 1,1 мм (ширина 1,3 мм), длина переднего крыла 6,5 мм (ширина 2,5 мм), длина заднего крыла 5,2 мм (ширина 1,9 мм). Глаза крупные, трапециоидальные. Усики с коротким скапусом. Мезосома шире головы. В переднем крыле четыре радиальных, три радиомедиальные, две медиокубитальные и 2 анальные ячейки. Ноги короткие и тонкие.

## Систематика и этимология
Вид был впервые описан в 2016 году китайскими энтомологами М. Дином (Ming Ding; Ханчжоу) и Х. Чжаном (Hai-chun Zhang; Нанкин). Вместе с видом Daohugoa tobiasi Rasnitsyn and Zhang, 2004 составляет род Daohugoa из монотипического семейства Daohugoidae. Архаичная группа рогохвостов из надсемейства Siricoidea. Видовое название дано в честь крупного российского гименоптеролога Александра Павловича Расницына.